# Oropesa del Mar
Oropesa del Mar (spanisch) oder Orpesa (valencianisch) (beide Namen sind offiziell) ist eine spanische Gemeinde der Valencianischen Gemeinschaft in der Provinz Castelló.

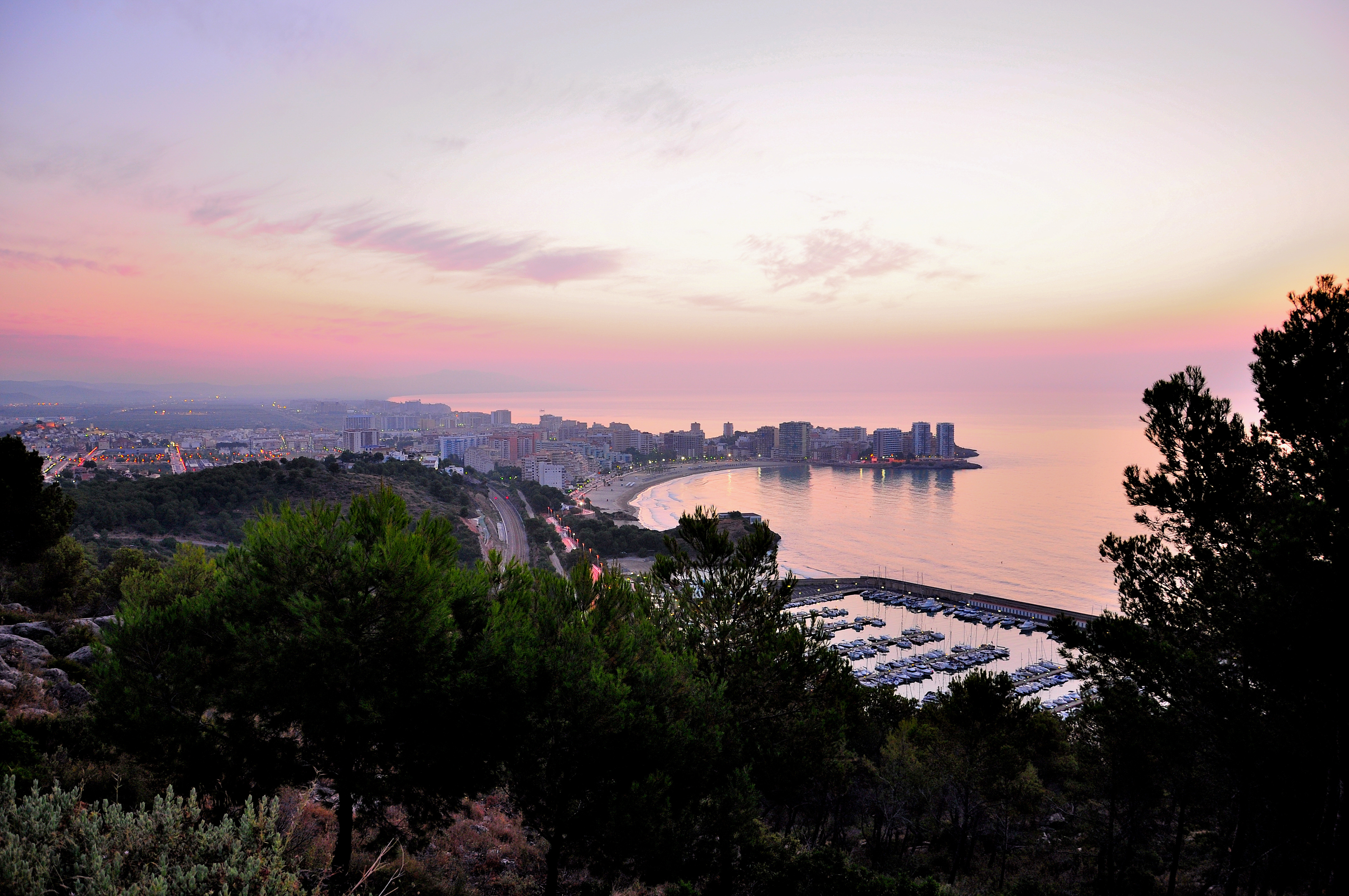
Blick auf Oropesa del Mar

Oropesa del Mar liegt an der Mittelmeerküste und ist ein beliebtes Touristenziel.

## Nachbargemeinden
Oropesa del Mar grenzt im Norden und Westen an Cabanes (Castellón), im Süden an Benicàssim und im Osten an das Mittelmeer.

## Kulturdenkmäler
Siehe Liste von Leuchttürmen in Spanien

## Sportveranstaltungen
In den Jahren 1998 bis 2001 wurden in Oropesa del Mar die Jugendweltmeisterschaften und Jugendeuropameisterschaften im Schach ausgetragen.
Vom 6. bis 8. April 2012 fand in Oropesa del Mar das Viertelfinale des Davis Cup 2012 zwischen Spanien und Österreich statt, das Spanien mit 4:1 gewann.